# Lumbres
Lumbres – miejscowość i gmina we Francji, w regionie Hauts-de-France, w departamencie Pas-de-Calais.
Według danych na rok 1990 gminę zamieszkiwały 3944 osoby, a gęstość zaludnienia wynosiła 398 osób/km² (wśród 1549 gmin regionu Nord-Pas-de-Calais Lumbres plasuje się na 226. miejscu pod względem liczby ludności, natomiast pod względem powierzchni na miejscu 331.).